# Adâncime
Adâncimea este o mărime care caracterizează distanța de la un punct aflat pe nivelul oceanului planetar până la un punct aflat mai jos. Adâncimea maximă a oceanului planetar alcătuiește 11516 m, iar cea medie – 3790 m. Cea mai adâncă depresiune a scoarței terestre este situată la nivelul Mării Moarte și măsoară 396 m.